# Ferdinand Walsin Esterhazy
Marie Charles Ferdinand Walsin Esterhazy (16 de diciembre de 1847-21 de mayo de 1923) fue un militar francés de origen húngaro, involucrado en el Caso Dreyfus como uno de sus más importantes actores. Fue el responsable de las actividades de espionaje a favor de Alemania por las que se acusó injustamente al oficial Alfred Dreyfus. Por motivos corporativistas, fue absuelto por un tribunal militar de todos los cargos, pese a las abrumadoras evidencias que recaían sobre él.

## Biografía
Esterházy era descendiente de una importante familia de la aristocracia húngara, establecida en Francia desde hacía décadas. Entró en el ejército francés en 1865, pero no duró mucho tiempo en sus filas, puesto que en 1869 se enroló en los "zuavos del papa" que luchaban a favor de los Estados Pontificios. De vuelta a Francia, fue espía en la Guerra Franco-Prusiana y se enroló como oficial en la Legión Extranjera en forma irregular, pues no había sido previamente soldado de dicha unidad, aunque las influencias de su familia le evitaron mayores investigaciones. Obtuvo el grado de teniente al final de dicho conflicto, siendo destinado entre 1880 y 1882 a traducir documentos de la contrainteligencia francesa. Después fue destinado a Túnez en 1885 y a Marsella en 1888, aunque sin recibir comisiones militares de importancia. Pese a no ser un oficial destacado, su lejano origen aristocrático le permitió continuar sin problemas dentro del cuerpo de oficiales, a la vez que Esterházy cultivaba un franco antisemitismo.
Aunque sin fortuna personal y dependiente por completo de su sueldo como oficial, Esterházy luchó por mantener un estilo de vida lujoso como correspondería a sus ancestros húngaros procedentes de la aristocrática familia Esterházy pero fracasó en su empeño e incurrió en fuertes deudas a partir de 1886, debiendo inclusive divorciarse en 1888 al despilfarrar la dote de su esposa. Ansioso de ascensos que solucionaran sus problemas de dinero, y amargado con el ejército francés por no conseguirlos, Esterházy ofreció hacia 1892 sus servicios como espía al Imperio Alemán a cambio de un pago elevado, usando como chivo expiatorio al capitán Alfred Dreyfus. 
Su caso fue descubierto por el coronel Georges Picquart cuando este fue nombrado jefe del contraespionaje francés en 1895 y encontró cartas dirigidas al alto mando alemán con el nombre de Esterházy en ellas. Era en estas cartas donde el propio Esterházy comunicaba secretos militares franceses al agregado militar alemán en París. En esas mismas cartas obtenidas por Picquart se apreciaba cómo Esterhazy  manifestaba a sus jefes alemanes su profundo resentimiento y desprecio hacia Francia y hacia los judíos, a quienes culpaba de todos sus males. 
El origen aristocrático de Esterházy, así como su virulento antisemitismo, le ayudaron a ganar el favor de los círculos antisemitas más extremos de Francia, cuyos contactos con la élite militar impidieron que fuera condenado por traición. Cuando las pruebas halladas por Picquart forzaron a las autoridades militares a reabrir el caso de Dreyfus en 1897, Esterházy fue aconsejado por sus superiores para que negase toda evidencia. No obstante, tras un consejo de guerra (del 10 de enero de 1898) totalmente amañado y en el que fue incomprensiblemente absuelto, ante el riesgo de ser acusado de nuevo, Esterházy escapó al Reino Unido a mediados de 1898, donde pasó el resto de su vida, residiendo en la localidad de Harpenden y dedicado a difundir el antisemitismo, sin haber sido juzgado debidamente ni condenado por sus delitos.